# Huillé
Huillé è un ex comune francese di 527 abitanti situato nel dipartimento del Maine e Loira nella regione dei Paesi della Loira. Dal 1º gennaio 2019 è accorpato al nuovo comune di Huillé-Lézigné, insieme all'ex comune di Lézigné. 

## Società

### Evoluzione demografica
Abitanti censiti